# Japurá (Paraná)
Japurá (Paraná) ist ein brasilianisches Munizip im Bundesstaat Paraná. Es hat 9.144 Einwohner (2022), die sich Japuraenser nennen. Seine Fläche beträgt 165 km². Es liegt 466 Meter über dem Meeresspiegel.

## Etymologie
Der Name stammt vom Córrego Japurá, der ganz in der Nähe des Gemeindesitzes entspringt.
Bei der Vermessung durch die Abteilung für Topografie der Companhia Melhoramentos Norte do Paraná (CMTP) wurden die Gewässer in den untersuchten Regionen von den Mitarbeitern selbst benannt. Die Namen, die sie auswählten, stammten im Allgemeinen aus dem Guarani-Wörterbuch oder aus einer Liste geografischer Merkmale der Herkunftsländer der Einwanderer (Portugal, Spanien, Italien …). Sie wählten auch die Namen von Zigarettenmarken, Fußballmannschaften. Sogar die Namen der Freundinnen und Ehefrauen der Landvermesser wurden verwendet. Die einzigen Namen, die nicht geändert wurden, waren die der Flüsse und Bäche, die in alten Urkunden auftauchten. Die Siedlungen wurden dann üblicherweise nach dem nächstgelegenen Wasserlauf benannt.
Möglicherweise benannten die Topografen den Córrego Japurá nach dem Indianerstamm der Iapurá. Diese leben bis heute am Fluss Japurá, dem drittgrößten, linken Nebenfluss des Amazonas. Einem früheren Chronisten, Pater José Antônio Monteiro de Noronha, zufolge war Iapurá der Name, den die Indianer einem weichen, schwarzen Brei aus bestimmten Früchten gaben.

## Geschichte

### Provinz Guayrá
Die Erkundung des Lands am Ivaí wurde schon von den Expeditionen von Cabeza de Vaca, Sanabria und Schmidl sowie von spanischen Militärexpeditionen und den Jesuiten durchgeführt. Der Ivaí war ein sehr wichtiger Faktor für die Durchdringung der Region. Als erster erkundete Rui Dias Melgarejo den Fluss Guibay oder Hubay. Er ließ an den Ufern Versorgungsstationen einrichten. Dies führte schließlich im Jahr 1576 zur Gründung der Stadt Vila Rica do Espírito Santo am Südufer des Ivaí nahe der Mündung des Corumbataí im Gebiet des heutigen Munizips Fênix.

### Neubesiedlung ab Mitte des 20. Jahrhunderts
Um 1953 wurden in der Gegend um den Ort Japurá einige Lichtungen geschaffen. Die ersten Rodungen erfolgten im Westen und Südosten der künftigen Gemeinde, da die Pioniere hier einen besseren Zugang hatten. Denn ihre nächstgelegene Anlaufstelle war Jussara, während es in Cianorte nur zwei oder drei Läden für Lebensmittel gab und São Tomé nur eine einzige Straße besaß. Im selben Jahr eröffnete Moisés Rodrigues einen Verkauf auf seinem Grundstück. Später wurden an gleicher Stelle eine kleine Kirche und eine Schule gebaut. Die erste Buslinie wurde an dieser Stelle eingerichtet.
An der Stelle, die der Chefingenieur Vladimir Babkov von der CMTP für den Bau der Stadt Japurá Ende 1954 vorgesehen hatte, ließ sich als erster Einwohner Irineu Batista Câmara nieder, der auch der erste Bürgermeister werden sollte. Als Immobilienmakler der CMTP fiel es ihm leicht, für einen Lebensmittelladen ein kleines Stück Land auf der linken Seite der Straße von São Tomé nach Japurá zu bekommen. Nachdem der Wald auf dem Gelände der Stadt abgeholzt worden war, zog Câmara in den Osten der Stadt, an die Ausfahrt nach Floraí und São Jorge do Ivaí. In den folgenden Monaten kamen weitere Siedler hinzu, und so schritt die Besiedlung der Stadt voran.
Japurá wurde per Staatsgesetz vom 28. November 1963 in den Rang eines Munizips erhoben und am 13. Dezember 1964 als Munizip installiert.

## Geografie

### Fläche und Lage

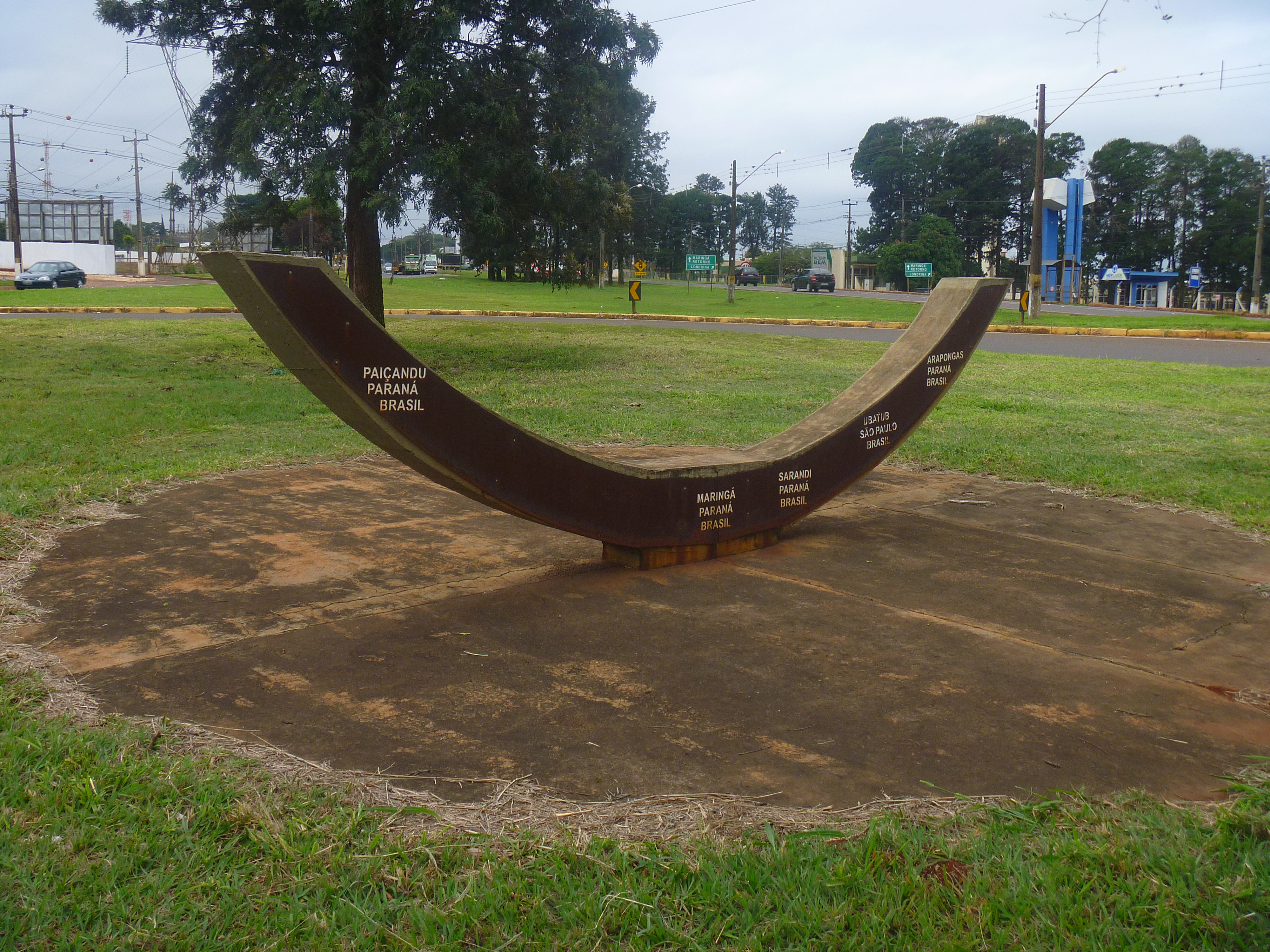
Markierung des Wendekreises des Steinbocks

Japurá liegt auf dem Terceiro Planalto Paranaense (der Dritten oder Guarapuava-Hochebene von Paraná) auf 23° 28′ 12″ südlicher Breite und 52° 33′ 10″ westlicher Länge. Durch das Munizip verläuft der südliche Wendekreis, der Wendekreis des Steinbocks. Es hat eine Fläche von 165 km². Es liegt auf einer Höhe von 466 Metern.

### Vegetation
Das Biom von Japurá ist Mata Atlântica. Das Gebiet war vor der Neubesiedlung mit tropischem Wald mit großen immergrünen Bäumen bewachsen. Heute ist der Wald fast verschwunden, mit Ausnahme des Reservats auf der Fazenda Lagoa, das der CMTP gehört, und einiger kleiner privater Waldreservate. All diese Abholzungen erfolgten mit dem Ziel, den Kaffeeanbau zu ermöglichen.

### Klima
In Japurá herrscht warm-gemäßigtes Klima. Die meiste Zeit im Jahr ist mit erheblichem Niederschlag zu rechnen. Selbst im trockensten Monat fällt eine Menge Regen. Die Klimaklassifikation nach Köppen und Geiger lautet Cfa. Es herrscht im Jahresdurchschnitt eine Temperatur von 22,4 °C. Innerhalb eines Jahres gibt es 1564 mm Niederschlag.

### Gewässer
Der Ivaí bildet die nordöstliche Grenze des Munizips. An der nordwestlichen Grenze fließt der Rio dos Índios zum Ivaí. Ein weiterer Zufluss des Ivaí ist im östlichen Bereich des Munizips der Ribeirão do Cristal. Weitere Bäche sind Córrego Japurá, Córrego Aguapeí, Córrego Taguaçaba und Córrego Jari.

### Straßen
Japurá wird von der PR-498 durchquert. Diese kommt von Cianorte im Süden. Sie führt weiter nach Norden über die Ivaí-Fähre zwischen Japurá und Porto São Carlos zur Rodovia do Café bei Presidente Castelo Branco.

### Nachbarmunizipien
| São Manoel do Paraná |                                             | São Carlos do Ivaí |
| Indianópolis         | Kompassrose, die auf Nachbargemeinden zeigt |                    |
|                      | São Tomé                                    |                    |

## Stadtverwaltung
Bürgermeister: Adriana Cristina Polizer, PROS (2021–2024)
Vizebürgermeister: Rafael, PSL (2021–2024)

## Demografie

### Bevölkerungsentwicklung
| Jahr | Einwohner | Stadt | Land |
| ---- | --------- | ----- | ---- |
| 1960 |           |       |      |
| 1970 | 12.918    | 21 %  | 79 % |
| 1980 | 10.492    | 32 %  | 68 % |
| 1991 | 8.115     | 52 %  | 48 % |
| 2000 | 7.755     | 79 %  | 21 % |
| 2010 | 8.549     | 89 %  | 11 % |
| 2022 | 9.144     |       |      |

Quelle: IBGE, bis 2010: Volkszählungen und Volkszählung 2022

### Ethnische Zusammensetzung
Die vorherrschende ethnische Gruppe in Japurá sind Weiße. Zuwanderer aus anderen Städten im Norden Paranás sind meist italienischer, spanischer und portugiesischer Herkunft. Ein großer Teil der heutigen Einwohner stammt jedoch aus anderen Bundesstaaten, vor allem aus São Paulo und Minas Gerais.
| Gruppe *    | 1991    | 2000    | 2010    | |
| ----------- | ------- | ------- | ------- | --- |
| Weiße       | 82,0 %  | 81,6 %  | 76,5 %  | wer sich als "weiß" erklärt                                                                                     |
| Schwarze    | 1,0 %   | 2,2 %   | 2,1 %   | wer sich als "schwarz" erklärt                                                                                  |
| Gelbe       | 0,2 %   | 0,5 %   | 0,6 %   | Personen fernöstlicher Herkunft wie japanisch, chinesisch, koreanisch etc.                                      |
| Braune      | 16,8 %  | 15,7 %  | 20,8 %  | wer sich als "braun" erklärt oder wer sich mit einer Mischung von zwei oder mehr der fünf Gruppen identifiziert |
| Indigene    | 0,0 %   | 0,0 %   | 0,0 %   | wer sich als Ureinwohner oder Indio erklärt                                                                     |
| ohne Angabe | 0,0 %   | 0,0 %   | 0,0 %   | |
| Gesamt      | 100,0 % | 100,0 % | 100,0 % | |

*) Das IBGE verwendet für Volkszählungen seit 1991 ausschließlich diese fünf Gruppen. Die Gruppenzugehörigkeit wird bei der Befragung vom Einwohner selbst festgelegt. Das IBGE verzichtet bewusst auf Erläuterungen.
Quelle: IBGE (Stand: 1991, 2000 und 2010)

## Wirtschaft
Die vorherrschenden Wirtschaftszweige in der Gemeinde sind nichtmetallische Mineralien, Bekleidung, Schuhe, Stoffe und Lebensmittel. Die wichtigsten landwirtschaftlichen Erzeugnisse sind Soja, Weizen, Mais, Maniok und Zuckerrohr.